# Confrontation de Drumcree

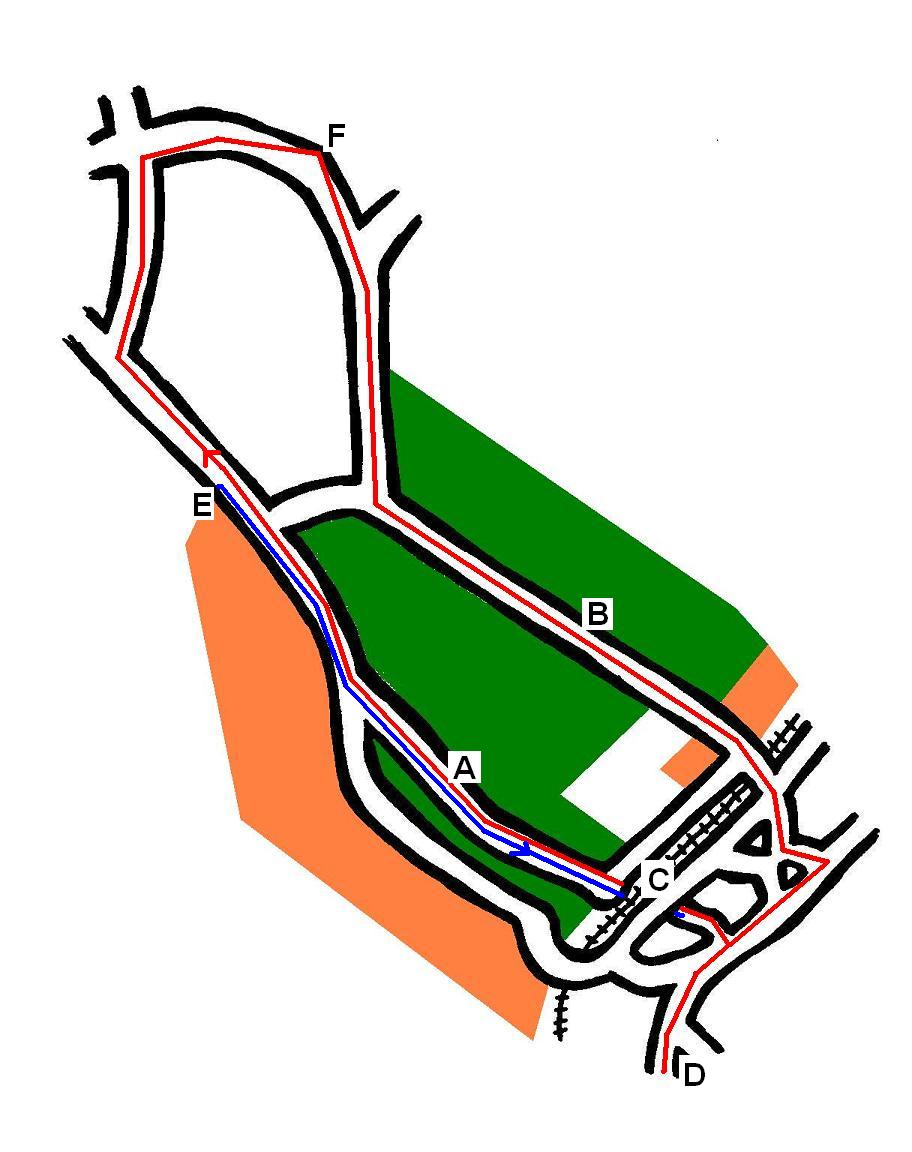
Itinéraire de la marche jusqu'en 1985. A=Obins St, B=Garvaghy Rd, C=Tunnel sous la voie ferrée et Gare, D=Carlton St Orange Hall, E=Cocrain Orange Hall, F=Église paroissiale de Drumcree. La ligne rouge montre le parcours utilisé le dimanche précédant le 12 juillet et la ligne bleu celui des Orangistes le 12 juillet des Black men le 13.

La confrontation de Drumcree est le nom d'un conflit non résolu concernant une marche orangiste se déroulant le dimanche précédant le 12 juillet à Portadown en Irlande du Nord. L'ordre d'Orange, une fraternité protestante, réclame le droit d'emprunter un itinéraire qui traverse le quartier nationaliste catholique, pour se rendre à l'église de Drumcree, droit que lui refuse la communauté catholique qui considère qu'il s'agit d'une marche sectaire. Les membres de l'ordre d'Orange locaux revendiquent, quant à eux, le droit d'organiser une marche qui emprunte le même itinéraire depuis 1807 et fait partie de leurs traditions. Le conflit autour de cette marche orangiste a provoqué de régulières poussées de violence dans les années 1980-1990, qui se sont apaisés dans les années 2000, cependant, cette journée reste un enjeu sectaire local.

## Histoire
Des violences intermittentes existent depuis l'origine, au XIXe siècle, mais se sont intensifiés au moment des « Troubles » et durant les décennies suivantes. L'objet de la controverse était à ce moment-là la portion d'itinéraire qui traversait Obins Street. Après d'importantes flambées de violence en lien avec ce tracé, la marche se vit interdire le passage par Obins Street, en 1986. Le conflit se déplaça alors sur l'itinéraire de retour de la marche, le long de la Garvaghy Road (en). Chaque année, au mois de juillet, la marche de Drumcree faisait l'objet d'une attention particulière en Irlande du Nord et sur le plan international, en lien avec les protestations et les épisodes de violence qui l'accompagnaient, et rendait nécessaire un déploiement massif de la police et de l'armée, le secteur tendant à devenir une zone de combat ou de siège durant quelques jours. Environ six civils catholiques ont été tués au cours de ces événements.
Les résidents réussirent à interdire la marche en 1995 et 1996, mais cela provoqua un affrontement entre des milliers de loyalistes et d'orangistes protestants, et les forces de maintien de l'ordre. La marche fut à nouveau autorisée en 1997, et les forces de l'ordre établirent des barrages autour du quartier, invoquant des menaces envers la population catholique. Ce bouclage provoqua en retour une flambée de violence de la part des catholiques. Aussi, à partir de 1998, la marche se vit interdire l'accès à Garvaghy Road et le quartier catholique fut bouclé par des panneaux métalliques, des blocs de ciment et des clôtures de barbelés. Chaque année, la perspective de la marche crée des crispations et une confrontation entre Orangistes, résidents catholiques de Garvaghy Road et forces de l'ordre. La situation s'est apaisée depuis 2001, mais le dialogue institutionnel entre l'association des résidents et l'Ordre d'Orange concernant l'itinéraire n'est toujours pas réalisé.

## Contexte historique
La ville de Portadown est une ville protestante, favorable aux idées unionistes ou loyalistes. Au pic du conflit, dans les années 1990, 70 % de la population était protestante et 30 % était catholique. Les crispations se faisaient surtout ressentir durant la « saison des marches ».
Cinq marches sont organisées durant la saison dans Portadown, la plus importante était celle qui empruntait un itinéraire passant successivement par Obins Street → Corcrain Road → Dungannon Road → Drumcree Road et enfin Garvaghy Road. L'accès à Obins Street et Garvaghy Road est maintenant interdit lors de la marche du dimanche précédant le 12 juillet. D'autres marches, les 12 et 13 juillet, ont également été déroutées en raison de l'interdiction de passer par les deux rues catholiques : les marcheurs partaient du hall orangiste de Corcrain jusqu'au centre de Portadown, puis rejoignaient une marche du comté et faisaient l'itinéraire dans l'autre sens à leur retour.
L'Ordre d'Orange a été créé en 1795, à Loughgall (comté d'Armagh), non loin de Drumcree, après la bataille du Diamond.
En juillet 1795, un pasteur anglican fait un sermon de commémoration à l'église de Drumcree. L'historien catholique Francis Peter Plowden met ce sermon en lien avec des bagarres dans lesquelles se sont engagés un certain nombre de paroissiens à l'issue du culte : « falling upon every Catholic they met, beating and bruising them without provocation or distinction, breaking the doors and windows of their houses, and actually murdering two unoffending Catholics in a bog ». La première marche orangiste officielle à Drumcree a lieu en 1807, elle commémore alors la bataille de la Boyne et depuis, s'est déroulée chaque année. Le site était alors largement rural. Le premier incident rapporté est en 1935, le magistrat protestant William Hancock fait référence à des insultes de la part des orangistes visant les « paisibles habitants de la paroisse de Drumcree », à des coups de feu tirés en l'air et à des chants. Il indique également que les Orangistes s'étaient déroutés de leur itinéraire pour passer devant une chapelle catholique.
Du fait de l'évolution démographique et communautaire en Irlande du Nord, les routes traditionnellement empruntées par les marches orangistes furent délaissées : ce fut le cas à Dungiven (comté de Londonderry) à partir des années 1960, pour la route qui passait près de Holy Cross Roman Catholic Chapel, dans le quartier d'Ardoyne (Belfast) depuis les années 1970, ou dans Grosvenor Road pour le quartier protestant de Sandy Row (en) depuis le début des années 1970. Des logements furent construits durant les années 1960 le long de Garvaghy road. Durant la période des « Troubles » et après, la ségrégation communautaire augmenta, et ces logements furent de façon prédominante occupés par des résidents catholiques, tandis que les autres quartiers de Portadown devenaient presque exclusivement protestants.
L'autre élément à prendre en compte est le rapport de force politique : « à partir des années 1960, les pressions britanniques, l'agitation républicaine et la violence de l'IRA […] avaient provoqué des résistances à l'égard des marches unionistes dans les secteurs notionalistes. ».
En 1972, des loyalistes lancèrent une attaque sur le quartier d'Obins Street. En réponse, les catholiques du secteur formèrent une association de défense des résidents et exigèrent une modification de l'itinéraire des marches orangistes, pour qu'elles ne passent plus par leur rue. À son tour, l'Ulster Defence Association (UDA) avertit des conséquences possibles si la marche était empêchée d'emprunter son itinéraire habituel. La veille de la marche, les catholiques se barricadèrent dans leur quartier, puis le jour même, le dimanche 9 juillet 1972, des troupes britanniques et la police anti-émeute s'efforcèrent de sécuriser les lieux, en enlevant les barricades. Ils furent la cible de pierres lancées depuis les barricades et répliquèrent en tirant des balles en caoutchouc et des gaz anti-émeute, puis autorisèrent les orangistes, qui étaient environ 1 200, à défiler, escortés par des loyalistes de l'UDA en uniforme, jusqu'à l'église de Drumcree et retour. Mais à nouveau, des incidents séparés se produisirent en ville, le 12 juillet 1972, au cours desquels trois hommes trouvèrent la mort, deux protestants et un catholique. Malgré cela, la marche se déroula selon l'itinéraire historique.
En 1985, une marche catholique le jour de la Saint-Patrick (17 mars) entraîna une nouvelle escalade de violence, et des protestants essayèrent de leur bloquer la route. La police exigea que la marche catholique fasse demi-tour, pour éviter de nouveaux incidents, mais les catholiques firent une nouvelle tentative le soir même, ce qui provoqua une nouvelle confrontation avec la police. Bríd Rodgers, personnalité politique du SDLP, estime que ces incidents représentent un moment pivot en ce qui concerne l'escalade des conflits liés aux marches. Peu avant la parade du 7 juillet 1985, des centaines de catholiques, soutenus par des personnalités comme Eunice Kennedy Shriver, organisèrent un mouvement de protestation assis dans Obins Street pour empêcher le passage de la marche orangiste. Des personnalités de l'Ordre d'Orange étaient présents, notamment Martin Smyth, grand maître de l'Ordre et maire de Portadown. La police anti-émeutes dispersa les manifestants et procéda à des arrestations. Malgré la protection établie sur toute la longueur de Garvaghy Road par l'armée et des véhicules blindés, des orangistes furent blessés par des jets de pierre. La police décida alors de dérouter les marches des 12 et 13 juillet pour empêcher leur passage dans Obins Street, mais des centaines de loyalistes des cortèges se rassemblèrent au hall orangiste de Corcrain et tentèrent de gagner le centre-ville en passant par Obins Street. Empêchés par la police, ils se réunirent aux deux extrémités de cette rue et décidèrent d'une attaque contre la police qui dura plusieurs heures. Durant ces deux jours, une cinquantaine de policiers et 28 émeutiers furent blessés, ainsi qu'une cinquantaine de résidents catholiques. Certains résidents formèrent une association de défense, People Again Injustice, renommée ensuite Drumcree Faith & Justice Group (DFJG), qui essaya d'améliorer les relations entre les deux communautés et avec la police.
En 1986, des membres de l'Association des Apprentis de Derry décidèrent de participer à une marche sur la Garvaghy Road, le lundi de Pâques (1er avril 1986), mais la police interdit la marche la veille de ce jour, de peur que des loyalistes ne prennent le contrôle de la marche. Un appel à contester l'interdiction circula parmi les protestants de Portadown, et environ 3000 personnes se rassemblèrent dans le centre-ville puis se dirigèrent vers Garvaghy Road. Parmi eux, Ian Paisley, responsable du DUP et de la Free Presbyterian Church of Ulster (en). Des échauffourées entre les résidents nationalistes, qui avaient dressé des barricades, et la police éclatèrent, tandis que les Apprentis de Derry tentaient de gagner le centre-ville pour leur marche. La police leur interdit le passage, et des violences éclatèrent là aussi. Après des négociations, le défilé put traverser le centre-ville, avec quelques restrictions dans le parcours. Cependant les loyalistes s'en prirent à la police qui protégeait Obins Street, et l'un d'entre eux mourut quelques jours après avoir reçu une balle en caoutchouc. La police décida que la marche le long d'Obins Street serait autorisée moyennant quelques restrictions, mais que les deux marches des 12 et 13 juillet seraient déroutées. Le 6 juillet 1985, 4 000 soldats et policiers furent déployés dans la perspective de la marche de Drumcree. La police reprocha notamment aux orangistes de ne pas s'être conformé aux accords préalables, en laissant des agitateurs connus se joindre à la marche, notamment la personnalité très controversée de George Seawright (en), ancien politicien et membre de l'UVF, qu'ils arrêtèrent lorsque la marche entra dans le quartier catholique, ainsi que plusieurs autres loyalistes. Cette arrestation déclencha une poussée de violence générale entre protestants, catholiques et membres de la police, au moins 27 officiers furent blessés. La marche du 12 juillet en centre-ville n'eut pas accès à Obins Street, mais la police escorta la marche le long de Garvaghy Road, sans musiciens et sans incidents, malgré quelques échauffourées avec les loyalistes dans le centre et sur les barrages d'Obins Street.
Les choses changèrent en 1987, lorsqu'un texte officiel exige une déclaration préalable d'intention de défiler, au moins sept jours avant la marche. La notion de « tradition » en ce qui concerne l'autorisation de marcher est supprimée. Les « Acts intended or likely to stir up hatred or arouse fear » en référence à l'Irlande du Nord sont explicitement évoqués dans la partie III du texte : les mots “fear” (peur) and “hatred” (haine) sont définis, et les types d'infractions sont détaillées : elles concernent notamment le vocabulaire utilisé, la distribution de documentation écrite, la diffusion de musique, d'émission de radio ou de télévision. Aussi, à partir de 1986, les marches orangistes dans Obins Street furent définitivement interdites. Une marche en juillet 1987 fut déroutée, sous la surveillance de 3 000 soldats et 1 000 policiers. Les orangistes firent cette concession en espérant préserver ainsi la possibilité de maintenir le droit de marcher dans Garvaghy Road. Les catholiques de l'association DFPG tentèrent bien de faire une marche en juin 1988 en centre-ville, mais ils se virent refuser l'autorisation, et plusieurs années se passèrent sans faits de violence notables à Drumcree, bien que le compromis ne satisfasse aucune des bords : Les orangistes demandaient chaque année, en vain, de marcher dans Obins Street et les résidents nationalistes exprimaient leur mécontentement des marches orangistes dans Garvaghy Road par l'intermédiaire de l'association DFPG et de leurs élus.
En 1994, les groupes paramilitaires protestants et l'IRA signèrent un accord de cessez-le-feu en Irlande du Nord. Les résidents de Garvaghy Road, quant à eux, formèrent en 1995 une association, la Garvaghy Road Residents' Coalition (GRRC) qui comprenaient des représentants de la DFPG et d'associations de quartier et dont le secrétaire était un jésuite, Eamon Stack. L'objectif principal de la GRRC était d'obtenir l'interdiction du passage de marches orangistes dans Garvaghy Road.
En 1995, les orangistes firent leur marche annuelle le dimanche 9 juillet 1995, un culte à l'église de Drumcree, et au retour, passèrent par la Garvaghy Road. Mais plusieurs centaines de résidents avaient organisé un sit-in pour empêcher leur passage. Bien que la marche soit autorisée, ce qui n'était pas le cas pour le sit-in catholique, la police empêcha les orangistes d'avancer, mais ceux-ci refusèrent de poursuivre par un autre itinéraire, et annoncèrent leur décision de rester sur place jusqu'à ce qu'ils obtiennent le passage. La situation était complètement bloquée et 10 000 orangistes se confrontaient à 1 000 policiers. Des loyalistes venus épauler les orangistes bombardaient la police et tentaient de percer les barrages mis en place, la police répliqua en tirant 24 balles en caoutchouc. Ailleurs en Irlande du Nord, en solidarité, des loyalistes établirent des barrages ou encore bloquèrent le port de Larne. Le 10 juillet au soir, David Trimble, responsable de l'Ulster Unionist Party et Ian Paisley pour le DUP organisèrent un meeting à Drumcree puis tentèrent de franchir le barrage policier, en vain. Le 11 juillet, un accord fut trouvé : les orangistes étaient autorisés à marcher dans Garvaghy Road, à la condition qu'ils le fassent en silence, et sans orchestres. Ronnie Flanagan (en), alors responsable de la police d'Irlande du Nord, demanda aux résidents de mettre fin à leur sit-in, dans un souci d'apaisement, et pour éviter de déstabiliser les accords de cessez-le-feu récents dans la province, en rappelant que l'accord des résidents devait intervenir dans le processus d'autorisation des marches. Les orangistes purent marcher dans Garvaghy Road, Trimble et Paisley ouvrant le cortège. Mais chaque camp restait insatisfait. Certains orangistes créèrent une association, Spirit of Drumcree (SOD), pour défendre leur droit de marcher.
En 1996, faute d'entente entre les deux camps, la marche se vit interdire l'accès à la Garvaghy Road et la police établit des barrages dans le secteur nationaliste. Environ 4 000 s'étaient rassemblés, prêts à la confrontation. Le grand maître de l'Ordre d'Orange, Martin Smyth se rendit sur place et annonça qu'il n'y aurait pas de compromis. Durant les jours qui suivirent, environ 10 000 orangistes affluèrent à Portadown, et tentèrent de franchir les barrages policiers. Ailleurs en Irlande du Nord, des loyalistes bloquèrent des routes et provoquèrent des incidents avec des catholiques et des nationalistes. La police n'assurait plus ses fonctions et environ 18 000 militaires furent envoyés à la rescousse dans la province. Michael McGoldrick, un chauffeur de taxi fut tué près de Lurgan, dans la nuit du 7 juillet, sans doute sur ordre de Billy Wright (en), un responsable local de l'UVF. Le 11 juillet, la marche est finalement autorisée à traverser Garvaghy Road, alors que les résidents nationalistes qui n'ont pas été associés à la décision y voient un signe que la police capitule devant les orangistes, tandis que le chief constable pour sa part souligne que la situation était hors de contrôle, en raison de l'arrivée de 60 000 à 70 000 personnes à Portadown. La violence s'installe de part et d'autre. Environ 1 200 marcheurs descendent la rue, tandis que les résidents sont maintenus derrière des barrages provisoires de la police. Des manifestations insurrectionnelles éclatent dans des secteurs nationalistes à Lurgan, Armagh, Belfast ou encore Derry. L'utilisation de balles en caoutchouc en nombre important (environ 6 000 balles tirées à Portadown et dans les autres localités durant ces jours) fait l'objet de plaintes tant des nationalistes que du Committee on the Administration of Justice (en) et de Human Rights Watch. Billy Wright fut expulsé dès août 1996 du groupe loyaliste UVF à la suite de son implication dans le meurtre du chauffeur de taxi nationaliste, en raison des menaces qu'il représentait pour le cessez-le-feu conclu par les groupes paramilitaires républicain ou nationaliste et protestants et fut prié de quitter l'Irlande, mais au lieu de cela, il fonda aussitôt un nouveau groupe loyaliste, la LVF.

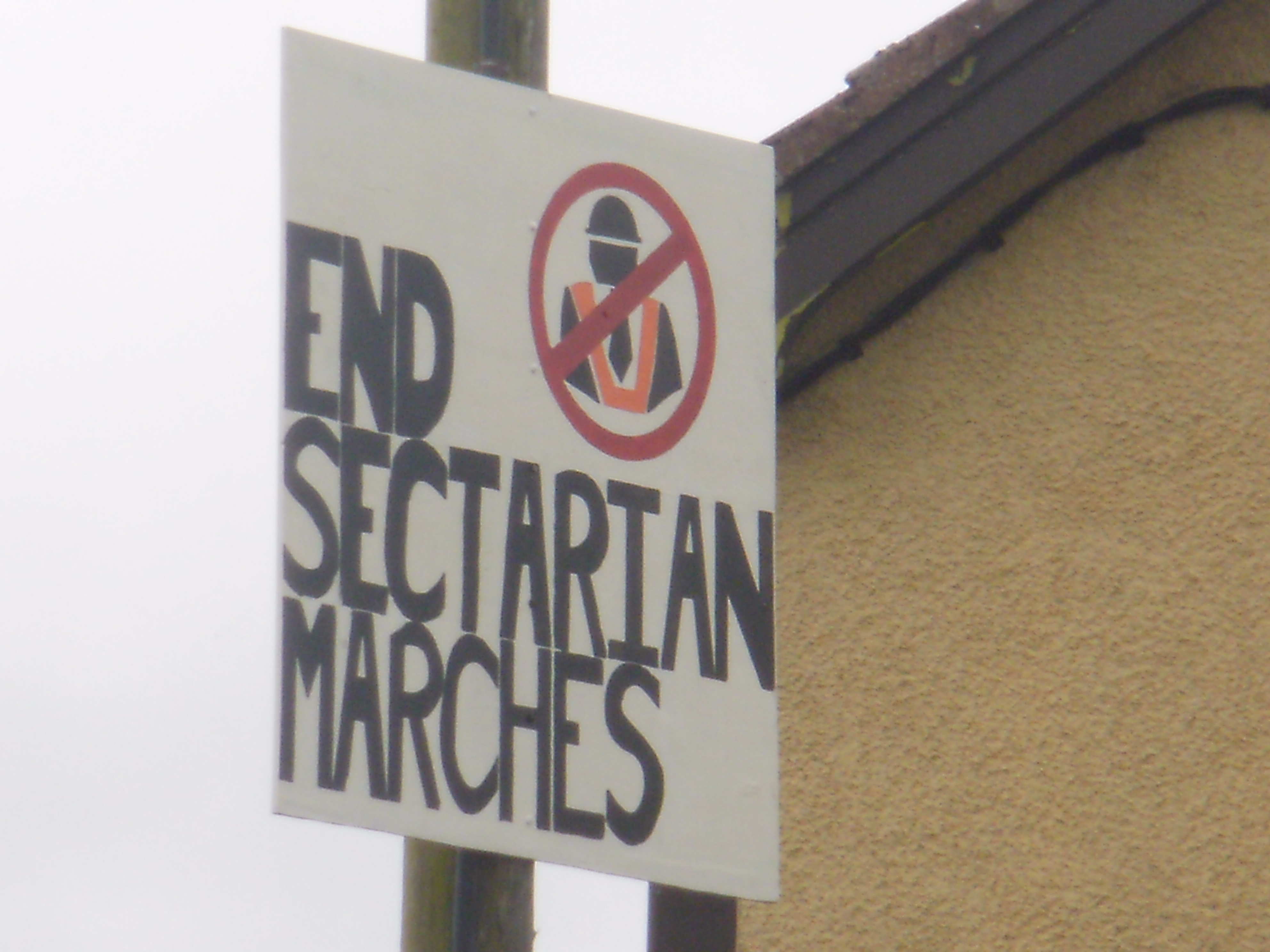
Un panneau républicain

En 1997, Mo Mowlam, secrétaire d'État pour l'Irlande du Nord, décida d'autoriser une marche dans Gavarghy Road le dimanche 6 juillet, mais n'en fit pas l'annonce publique. L'UUP menaça de se retirer des pourparlers préparant l'accord du Vendredi saint (ratifié l'année suivante, le 10 avril 1998) si la marche n'était pas autorisée, des incidents violent se déroulèrent à nouveau, une soixantaine de maisons nationalistes durent être évacuées en raison d'une alerte à la bombe, etc. Des renforts militaires furent envoyés à Portadown, sans que le gouvernement ait fait connaître sa décision concernant la marche. Quelques heures avant l'heure prévue pour la marche, 1 500 policiers et soldats investirent Garvaghy Road, tandis qu'une centaine de résidents nationalistes organisèrent un sit-in de protestation. Repoussés, ils ripostèrent en bombardant la police avec des pierres et des cocktails Molotov. Rosemary Nelson (en), avocate spécialisée dans les droits de l'homme et présente à Garvaghy en tant que conseillère de l'association de résidents GRRC, fut molestée et agressée verbalement. Les résidents ne pouvant sortir sur Garvaghy Road ni atteindre l'église catholique locale, les prêtres catholiques tinrent une messe en plein air, devant les lignes de soldats en gilets pare-balles. La marche commença, et tandis que les policiers se retiraient progressivement après le passage des orangistes, ils furent la cible de cocktails molotov et de jets de pierre venues des rangs nationalistes. Les policiers ripostèrent en tirant 40 balles en caoutchouc. Finalement, 18 blessés furent hospitalisés. Ailleurs en Irlande du Nord, des émeutes menées par les républicains, des nationaliste ou des loyalistes se produisirent : des barrages furent construits, des véhicules incendiés, des halls orangistes brulés, jusqu'au 10 juillet, lorsque l'Ordre d'Orange décida unilatéralement de dérouter des marches ou de les supprimer, mettant ainsi fin à la violence, après 815 faits de violence rapportés, 117 arrestations, tandis que 100 civils et 60 officiers de police avaient été blessés. 1506 cocktails molotov avaient été lancés durant cette poussée de violence, la police avait tiré 2 500 balles en caoutchouc.
Ce fut la dernière fois que le gouvernement eut à se prononcer en tant que tel pour la traversée de Garvaghy Road. En effet, en lien avec les accords de Belfast, la Parades Commission (en) fut mise en place avec pour mission d'autoriser ou d'interdire, au cas par cas, les marches.
En 1998, la commission des parades prononça une interdiction de marche orangiste dans Gavarghy Road (29 juin 1998). Environ 2000 soldats et policiers furent déployés dans la ville, le secteur nationaliste fut bouclé. Les militaires construisirent une tranchée de 4 m de large environ, entre l'église de Drumcree et le quartier catholique, qu'ils remplirent de rouleaux de fil barbelé. Le dimanche 5 juillet 1998, environ 10 000 orangistes de toute la province marchèrent jusqu'à l'église et déclarèrent qu'ils resteraient là jusqu'à ce qu'ils soient autorisés à emprunter leur itinéraire historique. Durant les jours qui suivirent, des actes de violence eurent lieu en Irlande du Nord, en lien avec la confrontation de Drumcree, en tout 2 561 faits de violence ont été recensés. Le 12 juillet, la mort de trois enfants, Jason, Mark et Richard Quinn (en), dans l'incendie provoqué par un cocktail molotov lancé par des loyalistes sur leur maison provoqua une colère considérable et des demandes s'élevèrent pour que l'Ordre d'Orange cesse ses actions à Drumcree. William Bingham, chapelain de l'Ordre pour le comté d'Armagh et membre du comité de négociation orangiste, déclara que l'Ordre d'Orange avait perdu le contrôle de la situation et qu'« aucune route ne valait une vie » (“No road is worth a life”). Malgré ces protestations et une diminution considérable du nombre de manifestants à Drumcree, l'Ordre local d'Orange à Portadown refusa de mettre un terme à la confrontation.

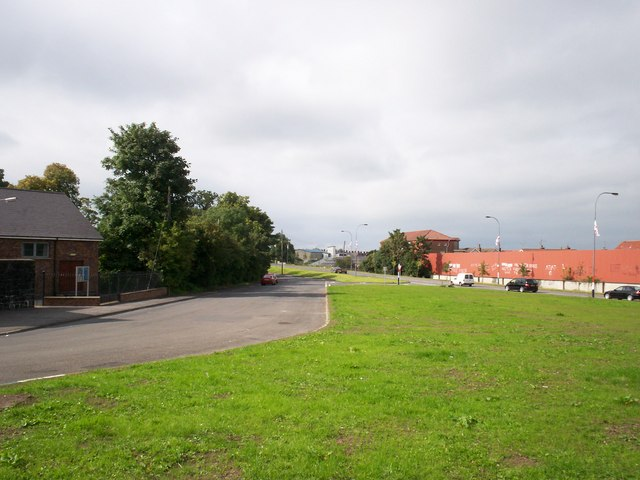
Le « mur de paix » de Corcrain Road (à droite)

En 1999, l'Ordre d'Orange et le GRRC tentèrent de trouver un accord par des discussions avec des intermédiaires, puisque l'Ordre refusait de parler directement avec l'association. Des incidents avaient eu lieu durant l'année en cours, notamment la mort d'un officier de police catholique tué dans l'explosion d'une grenade loyaliste alors qu'il tentait de les empêcher d'entrer dans le secteur nationaliste. Le 14 mars 1999, la commission des parades indiqua que la marche de Ducmcree n'aurait pas accès à la Gavarghy Road. La tension ne retombe pas durant l'année : des loyalistes de Portadown menacent d'occuper l'église catholique de Garvahy Road, une petite marche orangiste passe par cette rue, provoquant un conflit durant lequel des officiers de police et un civil furent blessés. Le 24 juin, des orangistes décident de faire une marche durant dix jours, entre Derry et Drumcree, en signe de protestation contre l'interdiction de Garvaghy. La marche du dimanche 4 juillet rassembla environ 1 300 orangistes à Drumcree, où les attendaient plusieurs milliers de partisans. La police avait sécurisé le site avec un mur métallique, des blocs de ciment et des barbelés, jusque dans les champs qui entouraient Drumcree. Elle procéda à quatre arrestations de loyalistes trouvés en possession de pics, de couteaux, d'essence et d'habits de combattants dans leur voiture. Les barrages furent enlevés le 14 juillet. L'association GRRC publia un ouvrage sur les marches orangistes dans le secteur, Garvaghy: A Communauty under siege.
En 2010, une petite parade orangiste put passer par Garvaghy Road (27 mai 2010). Plusieurs incidents se produisirent. Un mur de paix fut édifié, pour protéger Corcrain Road. La marche de ducmcree eut lieu le dimanche 2 juillet, avec interdiction de passer par Garvaghy Road et le quartier catholique protégé par des barricades. Le lendemain, une cinquantaine de loyalistes sous le commandement de Johnny Adair paradèrent à Drumcree, sous une bannière portant le nom de Shankill Road. Malgré d'autres provocations verbales et des incidents les jours suivants, au cours desquels des officiers de police furent blessés, les orangistes de Portadown ne réussirent pas à marcher le long de Garvaghy Road. Ils en appelèrent à une journée de protestation le 14 juillet, mais les autres loges du comté ainsi que les grandes loges nord-irlandaises refusèrent de leur apporter leur soutien. Seuls de rares barrages bloquèrent très provisoirement des routes. Les protections de Garvaghy Road furent démontées et les soldats quittèrent le secteur.
À partir de 2001, les orangistes de Portadown déposèrent chaque dimanche une autorisation d'itinéraire qui passait par Obins Road (marche interdite depuis 1986). De même, ils souhaitaient, après avoir assisté au culte à l'église de Drumcree, pouvoir revenir en passant par Garvaghy Road. Ils ont également protesté chaque dimanche, devant l'église anglicane de Drumcree. Cependant, depuis cette date, leur demande n'a jamais reçu l'assentiment de la commission des parades. Un maître de l'Ordre a tenté de retourner les policiers, en majorité protestants, sans plus de succès. Les liens ambivalents de l'Ordre local avec les loyalistes persistaient : tout en soutenant qu'ils n'étaient pas responsables des agissements des loyalistes, ils demandaient parfois leur soutien, ainsi que le fit un porte-parole local de l'Ordre, ce qui autorisa Bríd Rodgers (ga), élue du SDLP à parler de double discours, estimant que les orangistes de Portadown refusaient de dialoguer avec l'association de résidents du fait du passé de terroriste de son responsable, Mac Cionnaithau, tout en entretenant des liens avec des terroristes actuels. La marche de juillet se déroula sous haute surveillance policière et de façon pacifique. Depuis 2001, Drumcree a été relativement calme, les soutiens extérieurs aux loges locales ont nettement diminué, en même temps que les épisodes de violence, et l'Ordre d'Orange demande en vain le droit de défiler à Garvaghy pour sa marche de juillet.

### Liens extérieurs
- CAIN (Conflict Archive on the INternet) est un site de référence publié par l'Université d'Ulster regroupant une base de données et de très nombreuses études sur le conflit nord-irlandais.
  - The Parades Commission's Determination in Relation to the Drumcree Church Parade on 5 July 1998
  - Dominic Bryan, "Drumcree: An Introduction to Parade Disputes" Issu de son ouvrage Orange Parades: The Politics of Ritual, Tradition and Control
  - Conflict Archive on the Internet (CAIN): Developments at Drumcree, 1995-2000